# 珂弄蝶屬
珂弄蝶屬（學名：Caltoris，英文俗名：Swift）是弄蝶亞科刺脛弄蝶族裡的一個屬。共有19個物種，分佈於印度至新畿內亞及所羅門群島一帶。中國分佈8種。幼蟲的寄主為禾本科之簕竹屬和白茅屬等農作物，亦因此被視作害蟲。

## 形態
前後翅背面黑褐色，前翅多有白斑，後翅多無白斑，與刺脛弄蝶屬非常相似，但中足脛節無刺。雄外生殖器背兜中等大小，背面略平坦。鉤形突小，末端分叉，基部有1對耳狀突起，抱器瓣近長方形，抱器端二瓣型。陽莖末端膨大，多刺。

## 物種
- 金毛珂弄蝶 C. aurociliata
- C. beraka
- C. boisduvalii
- 斑珂弄蝶 C. bromus
- 布魯珂弄蝶 C. brunnea
- 放踵珂弄蝶 C. cahira
- C. confusa
- 方斑珂弄蝶 C. cormasa
- 庫珂弄蝶 C. kumara
- 馬來珂弄蝶 C. malaya
- C. mehavagga
- 尼爾珂弄蝶 C. nirwana
- 普雷珂弄蝶 C. plebeia
- 菲律賓珂弄蝶 C. philippina
- 赭色珂弄蝶 C. sirius
- 瘦珂弄蝶 C. tenuis
- 紫白斑珂弄蝶 C. tulsi
- 黑條紋珂弄蝶 C. septentrionalis
- 卡納拉珂弄蝶 C. canaraica

## 腳註
1. ↑  朱建青. (2012). 中國刺脛弄蝶族分類研究 (鱗翅目: 弄蝶科: 弄蝶亞科) (Master's thesis, 上海師範大學).
2. 1 2  袁鋒、袁向群、薛國喜. . 中國 北京: 科學出版社. 2015: 492. ISBN 9787030439147 （中文（简体））.
3. ↑  Brower, Andrew V. Z. 2008. Caltoris Swinhoe 1893. Milena Evans 1912 currently viewed as a subjective junior synonym. Version 09 June 2008 (under construction). http://tolweb.org/Caltoris/94965/2008.06.09 （页面存档备份，存于） in The Tree of Life Web Project, http://tolweb.org/ （页面存档备份，存于）

## 外部連結
- 维基共享资源上的相關多媒體資源：珂弄蝶屬
- Caltoris （页面存档备份，存于） - funet.fi